# Iyakoza
Iyakoza /Iyaḳoza Iyak’oza; =wart on a horse's leg/, jedna od trinaest bandi Brulé Sijuksa (Dorsey u 15th Rep. B.A.E., p. 218, 1897) koje američkom etnologu J. O. Dorseyu (1880) navodi Tatankawakan (Brule Sijuks). Kod drugih autora nazivani su i A-á-ko-za (Hayden u Ethnog and Philol. Mo. Val. 376, 1862), Big Ankle band (ibid.) i Big-legged horses (Culbertsoon u Smithson. Rep.)